# Jukka Tiensuu
Jukka Santeri Tiensuu, född 30 augusti 1948 i Helsingfors, är en finländsk tonsättare, cembalist och pianist.
Tiensuu har varit elev till bland annat Paavo Heininen och Brian Ferneyhough och har verkat vid olika musikforskningsinstitut och elektronmusikstudior (bland annat IRCAM). Han var 1979–1983 konstnärlig ledare för Helsingforsbiennalen för nutida musik samt 1981–1987 för den av honom grundade nymusikfestivalen Musikens tid i Viitasaari.
Tiensuus rikhaltiga produktion omspänner samtliga genrer med undantag för de sceniska och man kan notera framförallt talrika orkester- samt övriga instrumentalverk, inte sällan försedda med enigmatiska, språkligt tvetydiga titlar. Bland dessa märks till exempel orkesterverken Lume (1991), Halo (1994) och Alma I–III (1995–1998, bestående av de fristående satserna Himo, Lumo och Soma), klarinettkonserten Puro (1989), pianokonserten Mind (2000), dragspelskonserten Spiriti (2005), kammarmusiksviten Plus I–V (1992–1994) samt kvintetten Tango lunaire (1985).
Tiensuu spänner även som utövande musiker över ett brett spektrum och har framfört och undervisat i till exempel barockmusik. Han använder sig stundom i sina kompositioner, som i Musica ambigua (1996–1998) för block/barockflöjt, barockviolin, viola da gamba och cembalo, av instrument från äldre stilperioder. Även vokalmusik (bland annat Tokko för manskör och band, 1987), elektronisk och elektroakustisk musik samt sviten Umori (2004), komponerad för jazzensemblen UMO. 
År 2020 fick han Wihuris Sibeliuspris.

### Uppslagsverk
- Tiensuu, Jukka i Uppslagsverket Finland (webbupplaga, 2012). CC-BY-SA 4.0